# Istiea
Istiea (gr. Ιστιαία) – miejscowość w Grecji, w północnej części wyspy Eubei, w administracji zdecentralizowanej Tesalia-Grecja Środkowa, w regionie Grecja Środkowa, w jednostce regionalnej Eubea. Siedziba gminy Istiea-Edipsos. W 2011 roku liczyła 4339 mieszkańców.
Homer opisał Istieę (Istiaię) w Iliadzie jako miasto z bogatymi winnicami.